# Эрикоидная микориза

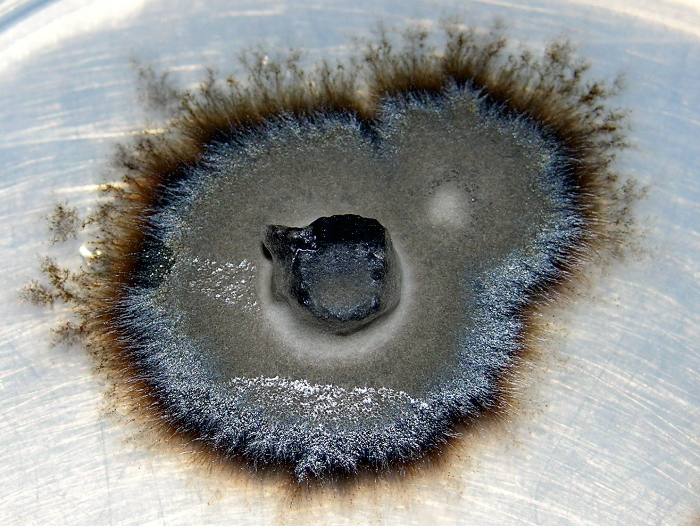
Колония гриба, образующего эрикоидную микоризу

Эрикоидная микориза, микориза эрикоидного типа, микориза вересковых (ЭрМ) — один из типов микоризы.
Данный тип микоризы характерен только для растений семейства Вересковые, объединяемых наличием специализированных волосовидных корешков с простым строением: состоят из узкого центрального цилиндра, одного или двух слоёв клеток кортекса и слоя эпидермы. Ряд растений этого семейства образует иные типы микоризы: три вида Vaccinium и Styphelia tameiameiae образуют арбускулярную микоризу; Arbutus, Arctostaphylos и виды Pyroleae — арбутоидную микоризу; виды Monotropeae — монотропоидную микоризу.
В течение длительного времени экспериментально подтверждённым являлось образование микоризы эрикоидного типа только одним видом грибов — Pezizella ericae D.J.Read, 1974 (анаморфа — Scytalidium vaccinii Dalpé, Litten & Sigler, 1989). В настоящее время установлено, что к образованию эрикоидной микоризы способно множество грибков, в том числе анаморфы рода Oidiodendron и их телеоморфы родов Myxotrichum и Byssoascus, а также множество неопределённых штаммов. Культуры большинства из них образуют тёмноокрашенный («демациевый») мицелий, некоторые штаммы из Южного полушария — окрашенный от белого до розового.

## Строение
При установлении контакта между гифой и волосовидным корнем гифа проникает в клетку эпидермы и образует в ней кольцо и арбускулу, проникновение из клетки в клетку маловероятно. Гифа отделена от содержимого цитоплазмы плазматической мембраной. В клетках эпидермы с гифовым комплексом ядро увеличено, имеются многочисленные митохондрии и пластиды. У гиф имеются долипоровые септы с тельцами Воронина, в них присутствуют ядра, рибосомы, митохондрии, часто имеются отложения гликогена и полифосфатов.
Массовость поверхностного мицелия существенно разнится, иногда может образовываться подобие гифовой мантии. Внекорневой мицелий крайне немногочисленный (вероятно, в нём нет большой необходимости из-за обилия самих корней). Показано, что в песчаных почвах мицелий не отходит от корней далее, чем на 1 см.

## Функции
Эрикоидная микориза наиболее распространена среди растений бедных почв. Гифы Pezizella ericae выделяют фосфатазы, переводящие в доступное для растений состояние фосфор органических веществ и полифосфатов. Грибки могут усваивать и передавать растениям азот нитратов, аммония, свободных аминокислот, различных органических полимеров посредством выделения протеаз, а также хитина, разлагаемого хитиназами. Также они могут разлагать пектины и лигнины, освобождая углерод.
При наличии железа в небольших количествах или малодоступной форме эрикоидная микориза может способствовать его усвоению растениями благодаря синтезу грибом гидроксаматного сидерофора. Также грибки могут связывать цинк (и, вероятно, другие тяжёлые металлы), в больших количествах токсичный для растений.